# 李叔正
李 叔正（り しゅくせい、1318年 - 1381年）は、明代の学者・官僚。字は克正。もとの名は宗頤。本貫は隆興府靖安県。

## 生涯
12歳で詩を作ることができ、成長するとますます博識になった。ときに江西には十才子がおり、叔正はその一人に数えられた。推薦を受けて国子学正に任じられた。1370年（洪武3年）、辞職して帰郷した。1371年（洪武4年）、再び推薦されて学正となり、渭南県丞に転じた。ときに同州蒲城県の人が土地の境界を争って、決着がついていなかった。陝西が叔正にその解決を委ねると、叔正は単騎で現地に赴き、数語で解析して解決策を立てた。渭南県は年に食糧2万を運んでいたが、豪族や官吏が誤魔化しをしていて、農地に適正な評価がされていなかったため、叔正は検地測量を実施した。叔正の法治は精密で、弊害の数々が除去された。淳化知県に転じた。ほどなく北京に召還されて礼部員外郎となった。老齢のため帰休を願い出たが、許されず、国子助教に転じた。洪武帝はちょうど文治に力を入れており、国子学の人材に意を用いていた。しかし諸生の多くは身分が高く、教導に従おうとしなかった。叔正は厳しく決まりを立て、朝夕に正座して、課業の監督に倦む様子を見せなかった。叔正は監察御史に抜擢され、洪武帝の命を受けて嶺表を巡察した。瓊州府の官吏がその知府の座る公座に署名文を敷いていたと告発した。叔正はこの件を調査して、知府の潔白を明らかにし、告発した官吏が罪にあたるとした。洪武帝は叔正の明断を称賛した。1380年（洪武13年）、叔正は礼部左侍郎となった。1381年（洪武14年）1月、礼部尚書に進んだ。7月、日本国王良懐が僧の如瑤らを派遣して方物や馬匹を献上すると、叔正は洪武帝の命を受けてその貢物を突き返し、如瑤らを譴責した。ほどなく在官のまま死去した。享年は64。
叔正の妻の夏氏は、陳友諒が南昌を落としたとき、井戸に身を投げて死んだ。叔正は終生再婚しなかった。